# Bahillo
Bahillo es una localidad de la provincia de Palencia (Castilla y León, España) que pertenece al municipio de Loma de Ucieza, siendo capital del mismo municipio.
Es una de las localidades del Camino de Santiago del Norte: Ruta del Besaya, de Torrelavega a Carrión de los Condes. · 

## Geografía
El medio rural español fue capaz de proporcionar nuevos habitantes a las ciudades españolas entre 1950 y 1980. Actualmente, el medio urbano no es capaz de dispensar al medio rural los habitantes que hagan que la población deje de descender. Paralelamente a este fenómeno, la población urbana, la de las ciudades, envejece y no tiene garantizado el reemplazo generacional. El futuro del medio rural pasa por la reactivación de la natalidad en todo el país. Una tasa de fecundidad de 2,2 hijos por mujer o superior es la que garantiza el reemplazo generacional y los efectos positivos de este hecho sobre la economía.

## Historia
En el año 1516, en documentos del monasterio de San Zoilo (Carrión de los Condes), aparece nombrado como el lugar de Vaiyllo y en otros pasajes como Vayllo. Desde la década de 1970, Bahillo es cabecera del municipio de Loma de Ucieza. En el año 1752, su denominación era: Real Villa de Bayllo.

## Geografía humana

### Demografía
| Gráfica de evolución demográfica de Bahillo entre 1842 y 1970 |
| |
| Población de derecho según los censos de población del INE Población de hecho según los censos de población del INEEntre el censo de 1981 y el anterior, este municipio desaparece porque se agrupa en el municipio 34903 (Loma de Ucieza) |

Evolución de la población en el siglo XXI
| Gráfica de evolución demográfica de Bahillo entre 2000 y 2020      |
|                                                                    |
| Población de derecho (2000-2020) según el padrón municipal del INE |

### Economía
- Agricultura, ganadería, servicios (asistenciales)
- Agua mineral natural (BOCyL 7/6/2001)

## Fiestas
- Cuaresma: Según escritos del señor D. Emiliano Herrero Medina, en Cuaresma, y escribo de ella, porque en ella estamos (poco a poco iré escribiendo de otras celebraciones que en Bahillo siempre se han celebrado), se cerraba el baile, lo cual aprovechaba mi abuelo, para ensayar alguna obra teatral, acompañada de numerosos músicos, normalmente fragmentos de zarzuelas de actualidad; en otros pueblos, también organizaban veladas, pero no podían competir con las de Bahillo, ya que la parte musical y la fama adquirida, arrastraba mucho público. la de Bahillo, era pero que muy diferente. El debut solía ser por Pascua Florida (o de Resurrección); se hicieron algunos desplazamientos a Castrillo, y también Villasarracino, los de este pueblo vinieron a Bahillo en alguna ocasión, estrechándose de esta manera la buena armonía y creando vínculos de vecindad entre pueblos.

- Semana Santa: El Miércoles Santo, por la noche, se cantaban las TINIEBLAS; éstas se cantaban en latín, y eran tan extensas que francamente, los fieles se aburrían. En el coro, el Sr. Cura, el organista y los que le acompañábamos, más que alabar, lo que hacíamos era ofender al Señor, con la cantidad de mentiras que diríamos, pues exceptuando al Sr. Cura, nadie sabíamos nada de latín, y menos su pronunciación, seguro que nos tendrá perdonados por la ingenuidad con que lo hacíamos. Al final cuando se apagaban las velas del Tenebrario y el Sr. Cura daba tres golpes consecutivos, empezaba el tormento, con carracas, carracones, matracas y hasta con palos en los bancos.

## Personalidades
- Elviro J. Pérez (1735-), escritor, bibliógrafo y agustino. Autor de  Catálogo bio-bibliográfico de los religiosos agustinos de la provincia del Santísimo nombre de Jesús de las islas Filipinas desde la fundación hasta nuestros días (1901).